# Unidad Ciudadana
Unidad Ciudadana es el nombre de varias coaliciones electorales distritales formadas para las elecciones legislativas de Argentina de 2017, inscritas en las provincias de Buenos Aires, Catamarca, Chaco, Córdoba (donde llevó el nombre de Córdoba Ciudadana), Misiones, Neuquén, Entre Ríos (donde llevó el nombre de Unión Ciudadana y se presentó como una de las internas junto al PJ) y la Ciudad Autónoma de Buenos Aires donde participó del frente Unidad Porteña (en internas junto a AHORA Buenos Aires, el PJ y el Partido Bien Común). Los diputados nacionales elegidos por UC integraban el bloque del  bloque Frente para la Victoria-Partido Justicialista, pasando a integrar el Frente de Todos en 2019.

## Historia
Pocos meses después de finalizar su segundo mandato como presidenta de la Nación, Cristina Fernández de Kirchner propuso formar una amplia coalición que diera prioridad a la unidad de quienes se oponían a las políticas que estaba llevando adelante el presidente Mauricio Macri.
La coalición manifestó su preocupación por la conducta de varios parlamentarios de votar favorablemente proyectos del «macrismo», circunstancia que la llevó a mantener un desentendimiento con sectores de Partido Justicialista, como el exministro Florencio Randazzo. La coalición se propuso garantizar que, una vez elegidos, los representantes no pudieran votar proyectos de ley incompatibles con el programa.[cita requerida] Según palabras de la propia expresidenta, la alianza surgió con el fin de «unir a la ciudadanía para poner un límite al gobierno del presidente Mauricio Macri y evitar que se eliminen los derechos sociales adquiridos».

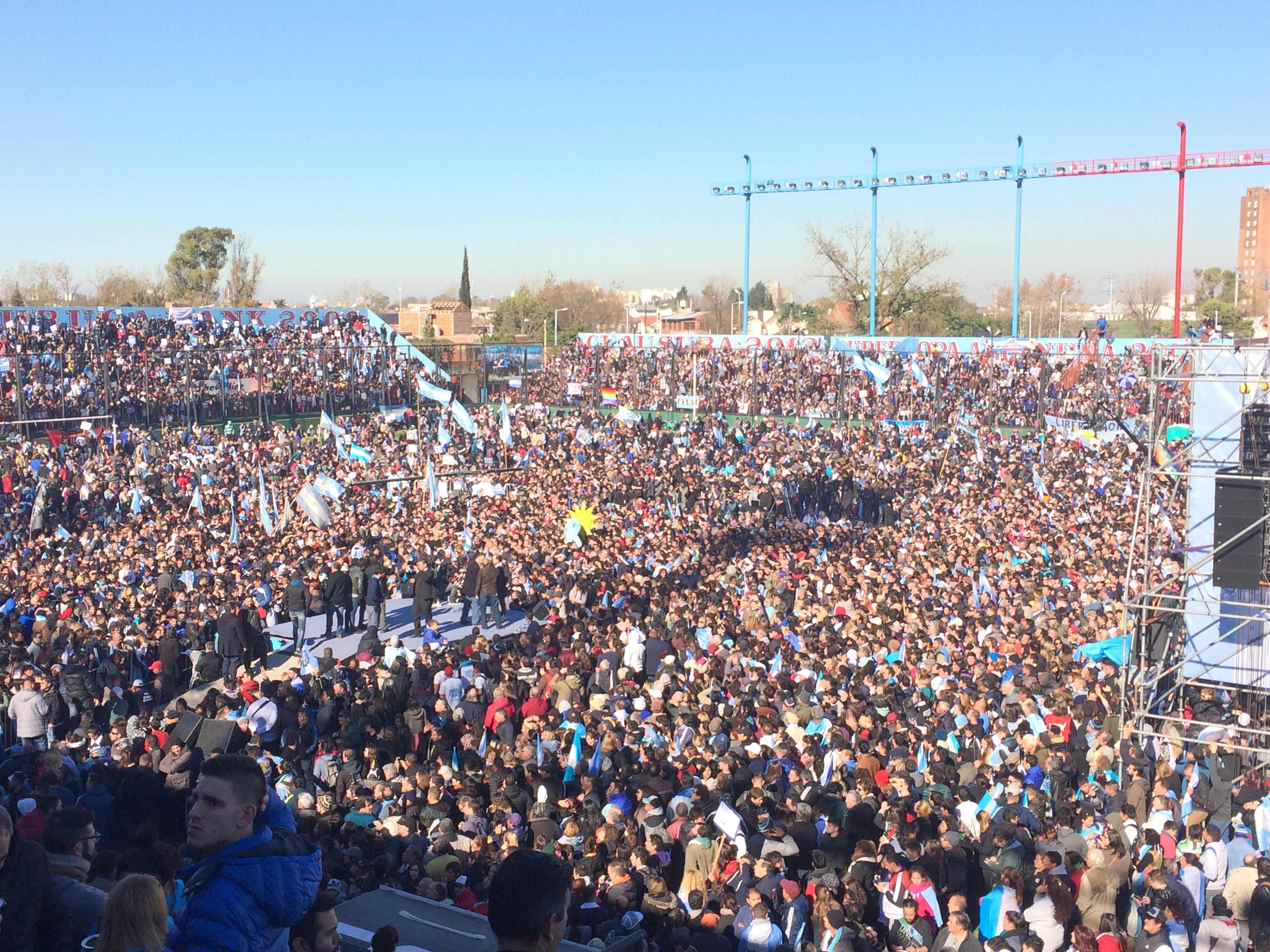
Acto del 20 de junio de 2017.

La alianza fue oficialmente lanzada el 20 de junio de 2017 tras un acto multitudinario realizado en Sarandí, localidad del conurbano que rodea a la ciudad de Buenos Aires.

## Coalición
El frente de Unidad Ciudadana está compuesto por:
| Partido | Partido                            | Líder                  | Ideología          |
| ------- | ---------------------------------- | ---------------------- | ------------------ |
|         | Partido Justicialista              | José Luis Gioja        | Peronismo          |
|         | La Cámpora                         | Máximo Kirchner        | Kirchnerismo       |
|         | KOLINA                             | Alicia Kirchner        | Kirchnerismo       |
|         | Nuevo Encuentro                    | Martín Sabbatella      | Kirchnerismo       |
|         | Partido de la Victoria             | Aldo San Pedro         | Kirchnerismo       |
|         | Alianza Compromiso Federal         | Alberto Rodríguez Saá  | Peronismo          |
|         | Movimiento Nacional Alfonsinista   | Leopoldo Moreau        | Radicalismo K      |
|         | Partido de la Concertación FORJA   | Gustavo Fernando López | Radicalismo K      |
|         | Partido Comunista (CE)             | Pablo Pereyra          | Marxismo-leninismo |
|         | Partido Comunista                  | Victor Kot             | Marxismo-leninismo |
|         | Frente Grande                      | Adriana Puiggrós       | Socialdemocracia   |
|         | Partido Solidario                  | Carlos Heller          | Cooperativismo     |
|         | Unidad Socialista para la Victoria | Jorge Rivas            | Socialismo         |

## Listas

### Provincia de Buenos Aires

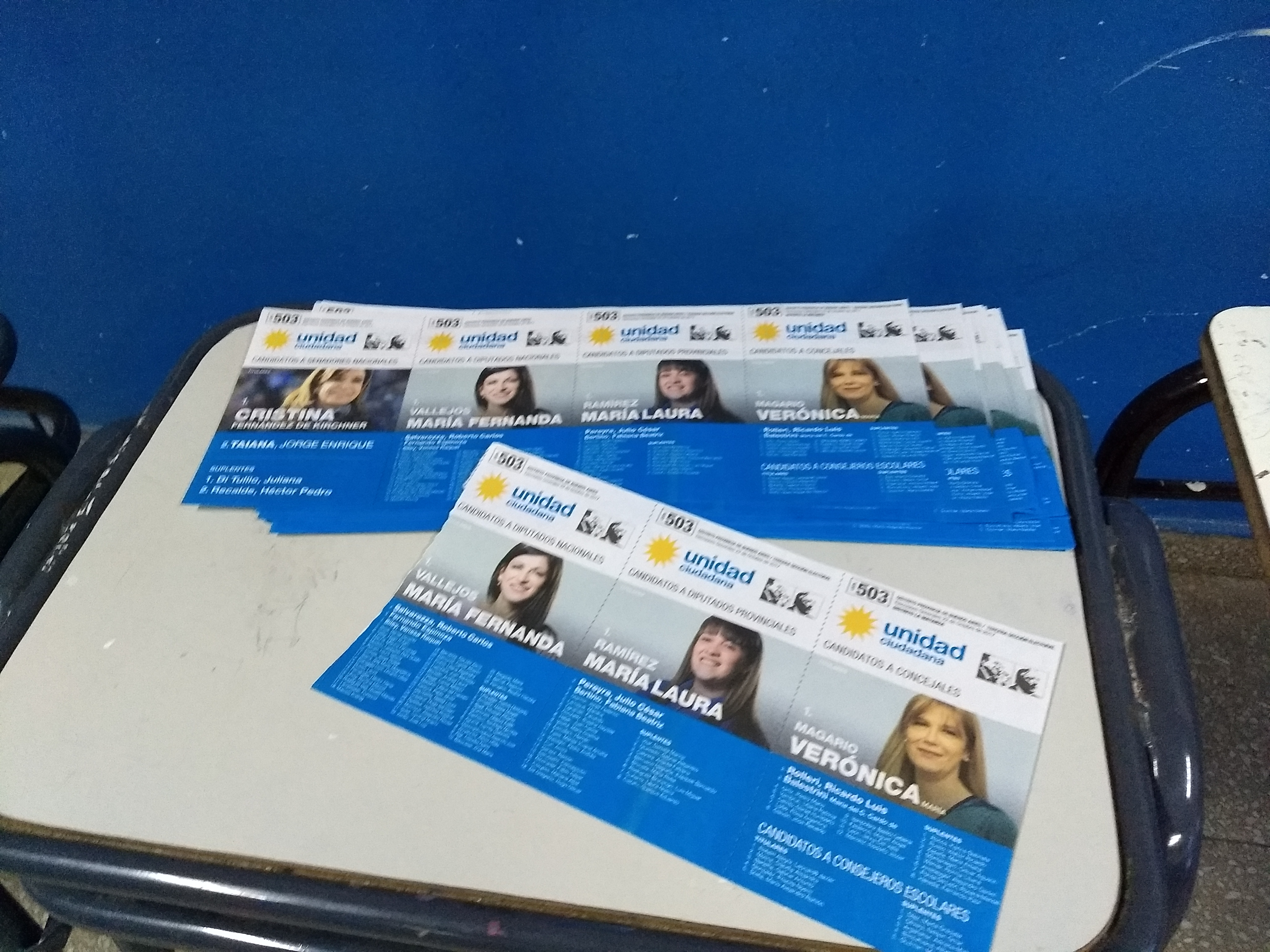
Boletas en el partido de La Matanza.

El 24 de junio la expresidenta Cristina Fernández de Kirchner confirmó su candidatura a senadora nacional acompañada de Jorge Taiana dentro de Unidad Ciudadana.
| LISTA | LISTA            | Senador                                     | Diputados |
| ----- | ---------------- | ------------------------------------------- | --- |
|       | Unidad Ciudadana | Cristina Fernández de Kirchner Jorge Taiana | Fernanda Vallejos Roberto Salvarezza Fernando Espinoza Vanesa Siley Daniel Scioli Hugo Yasky Mónica Macha Leopoldo Moreau Nicolás Rodríguez Saá |

### Ciudad de Buenos Aires
El 12 de junio se conformó el frente Unidad Porteña del que participa Unidad Ciudadana. 
| LISTA | LISTA               | Diputados        | Legisladores Porteños |
| ----- | ------------------- | ---------------- | --------------------- |
|       | Unidad Ciudadana    | Daniel Filmus    | Mariano Recalde       |
|       | AHORA Buenos Aires  | Itai Hagman      | Jonathan Thea         |
|       | Honestidad y Coraje | Guillermo Moreno | Gustavo Vera          |

## Propuestas
Con el lanzamiento del frente también se presentaron los ejes de la campaña electoral, resumidos en quince puntos. Aduciendo que Mauricio Macri «llegó al poder mediante una estafa electoral» se redactaron propuestas bajo los siguientes tópicos:

1. Recuperar lo perdido: empleo, salario y condiciones de trabajo.
2. Frenar el aumento descontrolado en los precios de los consumos populares.
3. Proteger la industria nacional.
4. Poner fin al saqueo tarifario y defender a las empresas públicas nacionales.
5. Defensa del sistema de seguridad social y devolución de derechos a jubilados y pensionados.
6. Parar la bola de nieve del endeudamiento externo y la “bicicleta financiera”. Revisar la deuda contraída.
7. Oxígeno a las economías regionales y a los pequeños y medianos productores agropecuarios.
8. Justa y transparente distribución de los recursos a las Provincias, que asegure federalismo y autonomía.
9. Algo más que corrupción: ARGENTINA S.A.
10. Mujer. Iguales y Vivas.
11. Derechos Humanos. Argentina sin presos políticos y sin genocidas libres.
12. Seguridad ciudadana, inclusión social y organización institucional.
13. El Estado para equilibrar la balanza entre sociedad y mercado.
14. Protección de los recursos naturales.
15. Integración regional productiva para defender la soberanía

El objetivo declarado de la alianza era evitar las confrontaciones entre las fuerzas que tuvieran en común la oposición a las políticas «macristas» y garantizar que los representantes electos por dicha alianza no realizaran acuerdos con el «macrismo» no avalados por la coalición.

## Resultados electorales

### Elecciones al congreso

#### Cámara de Diputados
| Año  | Votos     | %     | Bancas ganadas | Total de bancas | Posición | Presidencia                    | Nota |
| ---- | --------- | ----- | -------------- | --------------- | -------- | ------------------------------ | ---- |
| 2017 | 5.265.069 | 21,03 | 25/127         | 68/257          | Minoría  | Mauricio Macri (PRO—Cambiemos) |      |

#### Senado
| Año  | Votos     | %     | Bancas ganadas | Total de bancas | Posición | Presidencia                    | Nota |
| ---- | --------- | ----- | -------------- | --------------- | -------- | ------------------------------ | ---- |
| 2017 | 3.785.518 | 32.71 | 4/24           | 9/72            | Minoría  | Mauricio Macri (PRO—Cambiemos) |      |